# Hawkeye (televizijska serija)
Hawkeye je američka televizijska miniserija koju je Jonathan Igla razvio za Disney+ i temelji se na istoimenom liku Marvel Comicsa.
Miniserija je smještena u Marvel Cinematic Universe (MCU), u kontinuitetu s filmovima u franšizi, a odvija se nakon događaja iz filma Osvetnici: Završnica (2019).

## Radnja
Dok je bio u New Yorku nakon Blip-a, Clint Barton mora surađivati s mladom Kate Bishop kako bi se suočio s neprijateljima svoje prošlosti kao Ronin, kako bi se vratio na vrijeme za Božić svojoj obitelji.

## Pregled serije
| Sezona | Sezona | Epizoda | Datum objavljivanja | Datum završetka    |
| ------ | ------ | ------- | ------------------- | ------------------ |
|        | 1      | 6       | 24. studenoga 2021. | 22. prosinca 2021. |

### Epizode
1. Never Meet Your Heroes
2. Hide and Seek
3. Echoes
4. Partners, Am I Right?
5. Ronin
6. So This Is Christmas?

## Glumačka postava

### Glavni
- Jeremy Renner kao Clint Barton / Hawkeye: Profesionalni strijelac, bivši Osvetnik i agent S.H.I.E.L.D.-a.
- Hailee Steinfeld kao Kate Bishop / Hawkeye: 22-godišnja obožavateljica Hawkeyea koja je Bartonova štićenica i trenirana je da preuzme mjesto Hawkeyea.
- Fra Fee kao Kazi: plaćenik.
- Tony Dalton kao Jack Duquesne: Bartonov mentor.
- Zahn McClarnon kao William Lopez: Majin otac.
- Alaqua Cox kao Maya Lopez / Echo: Gluha osoba koja savršeno kopira kretnje druge osobe.
- Florence Pugh kao Yelena Belova / Crna Udovica: Visoko obučeni špijun i ubojica koja radi za Valentinu Allegru de Fontaine, loveći Bartona zbog sumnje u smrt njezine sestre Natashe Romanoff.
- Vincent D'Onofrio kao Wilson Fisk / Kingpin: gospodar kriminala u New Yorku. D'Onofrio ponavlja svoju ulogu negativca iz Netflixove televizijske serije Daredevil.

### Sporedni
- Vera Farmiga kao Eleanor Bishop: Kateina majka.
- Linda Cardellini kao Laura Barton: Clintova žena koja mu pomaže u nekim istragama..
- Ben Sakamoto kao Cooper Barton: najstariji sin Clinta i Laure.
- Ava Russo kao Lila Barton: srednja kći Clinta i Laure.
- Cade Woodward kao Nathaniel Barton: najmlađi sin Clinta i Laure.
- Brian d'Arcy James kao Derek Bishop: pokojni Katein otac.
- Simon Callow kao Armand Duquense: Jackov ujak.
- Zahn McClarnon kao William Lopez: Mayjin otac, nakon njegove smrti, Maya namjerava otkriti identitet ubojice.
- Piotr Adamczyk kao Tomas: Mayin sljedbenik.
- Aleks Paunovic kao Ivan: Mayin sljedbenik.
- Clayton English kao Grills: prijatelj Clinta i Kate.
- Jolt, zlatni retriver, kao Lucky the Pizza Dog.

## Spin-off
Spin-off serija Echo u kojoj Alaqua Cox glumi Mayu Lopez / Echo u razvoju je za Disney+, a Etan Cohen i Emily Cohen scenaristice su i izvršne producentice.

## Vanjske poveznice
- Službena stranica na marvel.com (engl.)
- Službena stranica na Disney+
- Hawkeye u internetskoj bazi filmova IMDb-a (engl.)